# Hydrocotyle novae-zelandiae
Hydrocotyle novae-zelandiae là một loài thực vật có hoa trong Họ Cuồng. Loài này được DC. mô tả khoa học đầu tiên năm 1830.